# Coriphagus
Coriphagus és un gènere extint de mamífers condilartres de la família dels arctociònids (o, segons altres classificacions, cimolests de la família dels pentacodòntids o laurasiateris basals de la família dels periptíquids) que visqueren a Nord-amèrica durant el Paleocè, fa entre 60,9 i 63,8 milions d'anys. El gènere fou descrit a partir d'un maxil·lar inferior particularment ben conservat, amb totes les dents des de la segona premolar fins a la tercera molar. Se n'han trobat restes fòssils a les formacions de Fort Union i Nacimiento, totes dues als Estats Units. El nom genèric Coriphagus significa ‘insectívor’.